# Green Jellÿ
Green Jellÿ  (pronunciado como Green Jellö) es una banda de rock cómico estadounidense formada en 1981. Originalmente llamada "Green Jello", la banda cambió su nombre debido a una demanda judicial, ya que la compañía Kraft Foods y los propietarios de la marca de gelatinas Jell-O han afirmado que fue una infracción de su marca registrada.   A pesar de la diferencia de ortografía, el nuevo nombre y el anterior, se pronuncia de igual manera. 
Conocidos por su humor ácido, representaciones teatrales con muñecos, disfraces y musicalidad cruda, la banda ha tenido centenares de miembros, siendo el vocalista Bill Manspeaker el único miembro original de toda la formación que ha permanecido desde sus inicios.
La alineación de la banda de principios de la década de 1990, durante su fase más popular en el disco Cereal Killer , incluyó a varios músicos que formarían o conformarían otras agrupaciones de esa misma década, como es el caso de Tool.
Su mayor éxito, fue el sencillo «Three Little Pigs», canción basada en el cuento infantil, Los tres cerditos en clave rock. Otras canciones de mayor éxitos son «Anthem song» (parodia de las canciones que se vuelven himnos) y una versión absurda de Anarchy in the U.K. de Sex Pistols llamada, «Anarchy in Bedrock», que es una parodia a la serie animada Los Picapiedras, que fue incluida en la banda sonora de la película basada en la serie que fue lanzada en 1994, entre otras.

## Discografía

### Álbumes
- 1989: Triple Live Möther Gööse at Budokan
- 1992: Cereal Killer
- 1993: Cereal Killer Soundtrack
- 1994: 333
- 2009: Musick to Insult Your Intelligence By
- 2018:  Garbage Band Kids

### EP
- 1984: Let It Be
- 1992: Green Jellö SUXX
- 1993: Three Little Pigs – The Remixes

### Singles
- 1992: "Three Little Pigs"
- 1993: "Anarchy in the UK"
- 1993: "Electric Harley House (Of Love)"
- 1993: "I'm the Leader of the Gang (I Am)" (de Gary Glitter)
- 1993: "House Me Teenage Rave"
- 1993: "Three Little Pigs" (relanzamiento)
- 1994: "The Bear Song"
- 1994: "Slave Boy"
- 2017: "Three Little Pigs - Live"
- 2017: "FR3TÖ F33T"
- 2017: "La Foca Ramona"
- 2017: "Khaos:Destroyer Of The Universe"
- 2018: "Marty the Weirdo"

### Videos
- 1993: "Three Little Pigs"
- 1993: "Cereal Killer"
- 1994: "333"
- 2016: "Green Jellö Suxx Livë"